# 아돌프 프레드리크
아돌프 프레드리크(스웨덴어: Adolf Fredrik, 독일어: Adolf Friedrich, 1710년 5월 14일~1771년 2월 12일)는 스웨덴의 국왕(재위: 1751년 3월 25일 ~ 1771년 2월 12일)이다.

## 생애
홀슈타인고트로프 왕조 출신의 크리스티안 아우구스트와 그의 아내인 바덴두를라흐(Baden-Durlach)의 알베르티나 프레데리카(Albertina Frederica)의 아들로 태어났다. 1727년부터 1750년까지 뤼베크 주교후를 역임했다. 1744년에는 프로이센의 프리드리히 2세 국왕의 누나인 루이제 울리케 폰 프로이센(Luise Ulrike)와 결혼했다.
1751년 프레드리크 1세 국왕의 뒤를 이어 스웨덴의 국왕으로 즉위했다. 아돌프 프레드리크가 스웨덴의 국왕으로 있던 동안에 스웨덴에서는 하타르나당(Hattarna)과 뫼소르나당(Mössorna) 간의 대립으로 인해 정정 불안이 계속되었다.